# Sawakatahare
Sawakatahare (nep. सावाकटहरे) – gaun wikas samiti we wschodniej części Nepalu w strefie Sagarmatha w dystrykcie Khotang. Według nepalskiego spisu powszechnego z 2001 roku liczył on 614 gospodarstw domowych i 3297 mieszkańców (1688 kobiet i 1609 mężczyzn).